# Alessandra Bocchetti
Alessandra Bocchetti, née à Rome le 3 juillet 1945, est une réalisatrice, écrivaine et militante féministe italienne.

## Biographie
Elle est très tôt orpheline de son père, un médecin militaire disparu en Russie à la fin de la seconde guerre mondiale. Elle fréquente les écoles catholiques, comme le lycée des Ursulines à Rome et s'inscrit à la faculté des lettres.
Elle travaille en tant que réalisatrice pour Unitelefilm, la société de production du Parti communiste italien. En 1968, Elle réalise un film documentaire d'une demi-heure Della conoscenza sur le mouvement étudiant et l'utilisation révolutionnaire de la culture. Le film remporte le premier prix au Festival international du court métrage d'Oberhausen en 1969.
En 1975, elle rejoint la rédaction de Si dice donna produite par Tilde Capomazza pour la Rai. Si dice donna est une émission culturelle hebdomadaire sur des enjeux et des problèmes de la vie des femmes. Elle réalise de nombreux reportages dont un entretien avec Marguerite Duras.
En 1975, elle est une des  fondatrices du collectif féministe "Studio Ripetta" à Rome, du nom de la rue où il se trouve. C'est une communauté d'étude sur l'histoire, la philosophie, l'anthropologie, la sociologie, la littérature à travers le point de vue critique féministe. Le collectif accueille Luce Irigaray pour la première fois en Italie, évincée de l'université de  Paris VIII Vincennes après la publication de Speculum.
Elle fait partie des fondatrices, en 1979 du centre culturel Virginia Woolf  Università delle Donne dont elle est longtemps la directrice. En 1984, elle écrit  “Discorso sulla guerra sulle donne”. Dans le cadre d'un projet de recherche européen intitulé "Comment Virginia Woolf a‑t‑elle été reçue en Italie?", Elisa Bolchi réalise un longue interview de Alessandra Bocchetti.
Elle poursuit ensuite son travail d'écriture de livres et d'articles dont dans la revue DWF donnawomanfemme.
En 2011, elle participe au mouvement "Se non ora quando" lancé par  Francesca Comencini  et à la manifestation du 13 février sur la Piazza del Popolo (Rome).

## Écrits
- avec Paola Bono, Questioni di teoria femminista : un dibattito internazionale : Glasgow, luglio 1991, Milano : La tartaruga, 1993.
- Cosa vuole una donna : storia, politica, teoria : scritti (1981-1995), Milano : La tartaruga, 1995
- Dell'ammirazione, Roma : Stampa Alternativa, 1996. premier numéro sur cinq de la collection Feministo éditée par Adriana Moltedo.
- Cosa siamo disposte a fare per la nostra libertà; due monologhi, Vanda Edizioni, 2019
- avec Rossana Rossanda et Christa Wolf, Se la felicità...Per una critica al capitalismo a partire dall'essere donna 21 marzo 1992 , Vanda Edizioni, 2021